# Lophuromys flavopunctatus
Lophuromys flavopunctatus — вид гризунів родини мишевих (Muridae), поширений в Анголі, Демократичній Республіці Конго, Ефіопії, Кенії, Малаві, Мозамбіку, Південному Судані, Танзанії та Замбії. Його природними середовищами існування є субтропічні або тропічні вологі рівнинні ліси, субтропічні або тропічні вологі гірські ліси та субтропічні або тропічні високогірні луки. Популяція в Ефіопії ізольована і може зустрічатися на великих висотах до 4500 м над рівнем моря.